# Fritz Kleinmann
Fritz Kleinmann (Wenen, 1923 – aldaar, 20 januari 2009) was een Oostenrijkse overlevende van de Holocaust. Als Joodse jongeman volgde zijn vader vrijwillig naar Auschwitz en raakte er betrokken bij het verzet.

## Familie
Fritz Kleinmann is de zoon van Gustav Kleinmann en Tini Rottenstein. Hij werd geboren als derde in een gezin met vier kinderen.

## Opleiding/Jeugd
Kleinmann ging naar de handelsschool aan de Hütteldorfer Strasse, helemaal in het westen van Wenen. Hij was van de middelbare school afgegaan en volgde een opleiding om bij zijn vader als stoffeerder te gaan werken. Tot hij op 4 april 1935 van de handelsschool werd weggestuurd, net als al zijn Joodse schoolmakkers. Hij verloor evenals zijn stageplek, Edith en Herta werden ontslagen en Gustav kon zijn beroep niet langer uitoefenen; zijn werkplaats werd geconfisqueerd en gesloten.

## Eerste arrestatie
Nadat Ernst vom Rath, een Duitse diplomaat, door een Poolse Jood vermoord werd, gingen de nazi’s op 9 november 1938 massaal op straat in alle grote steden, waaronder Wenen. Ze richtten vernielingen aan en stichtten branden waar ze maar konden. De Duitsers noemden het de Kristallnacht. Nog voor het aanbreken van de dag begonnen de arrestaties. Duizenden Joden werden door de SA’ers op straat opgepakt of uit hun huizen gesleurd, bij de eerste gearresteerden waren Gustav en Fritz Kleinmann. Nadat ze naar het districtshoofdbureau van de politie zijn gebracht werden hun allemaal vragen gesteld. Na de ondervraging werd Fritz door zijn jonge leeftijd (15 jaar) vrijgelaten. Zijn vader werd een paar dagen later vrijgelaten omdat hij in de Grote Oorlog had gevochten en was onderscheiden.

## Buchenwald
Op 1 september viel Duitsland Polen binnen. Groot-Brittannië en Frankrijk verklaarden Duitsland de oorlog. Negen dagen later, op 10 september 1939 werden Fritz en Gustav door de Gestapo opgepakt.
Na een treinreis van 2 dagen kwam de 16-jarige Fritz en zijn 48-jarige vader aan in Duitsland. Vanaf daar moesten ze lopen naar het concentratiekamp Buchenwald. Toen ze daar aankwamen werd Fritz omgedoopt tot gevangene 7290.
Ondertussen probeerde Tini emigratiedocumenten te bemachtigen om Herta, Kurt en Fritz naar Amerika te sturen. Fritz werd in het kamp op de hoogte gesteld van zijn moeders poging om hem vrij te krijgen … maar dat was valse hoop. Alleen zijn broertje Kurt kreeg de juiste documenten en bereikte Amerika veilig. Op 9 juni 1942 werden Tini en Herta op 47- en 18-jarige leeftijd opgepakt. Op 15 september zijn ze geëxecuteerd.
Fritz werd bij metselafdeling ingedeeld. Hij werd geprezen bij de commandanten voor zijn uitstekende werk en hij werd steeds beter. Dan, rond begin oktober, kreeg Fritz te horen dat zijn vader - net als alle ander Joden buiten de metselaars zoals Fritz - op een lijst stond om naar het beruchte kamp Auschwitz gestuurd te worden. Toen deed Fritz het ondenkbare. Hij zorgde dat zijn naam ook op de lijst kwam en volgde zijn vader naar Auschwitz. 3 jaar 2 weken en 1 dag na hun aankomst in Buchenwald vertrokken ze naar Auschwitz.

## Auschwitz
Na een treinreis van meerdere dagen kwamen ze aan in Auschwitz. Op derde dag in het kamp werd een nummer op hun onderarm getatoeëerd. Fritz werd ingeschreven als nummer 68629 met als beroep metselaarsknecht. De dagen gingen voorbij zonder dat ze in een werkploeg werden ingedeeld. Van al dat stilzitten werd Fritz nerveus. Hij dacht dat hoe langer ze niets deden, hoe sneller ze als nutteloos werden beschouwd en ze vermoord zouden worden. Hij pakte een Blockführer aan en toonde zijn kunsten als metselaar. Een paar dagen later werden de Buchenwalders aan het werk gesteld als metselaars. Fritz’ onbezonnen actie heeft hen voor de gaskamer behoed.
Acht maanden na zijn aankomst in Auschwitz vroegen een paar andere gevangenen Fritz mee te doen met het verzet. In het begin moest hij gewoon een paar kleine sabotagedaden plegen op de bouwplaatsen. Maar het georganiseerde verzet wilde meer doen. Fritz werkte in de fabriek met burgers en kon daardoor belangrijke informatie winnen. Op een zaterdag in juni tijdens een appel werd een burger – Fritz Duitse contactman uit de fabriek – binnengebracht. Hij moest de gevangenen met wie hij contact had in de fabriek aanwijzen. Fritz werd vastgegrepen en samen met de burger afgevoerd.
Hij werd gemarteld, maar bleef zwijgen en weigerde namen te noemen. Hij werd teruggebracht naar het kamp met de boodschap dat hij later verder zou worden ondervraagd. Zijn vrienden van het verzet verstopten hem en zorgden ervoor dat de SS dacht dat hij aan zijn verwondingen was overleden, waardoor het onderzoek werd stopgezet.  Zelfs na deze tegenslagen bleef Fritz actief bij het verzet. Hij hielp 5 gevangenen ontsnappen en smokkelde wapens het kamp binnen.
Het Russische leger kwam steeds dichterbij en na meer dan 2 jaar in Auschwitz moesten de gevangenen weer verplaatst worden. Tijdens hun treinreis naar een onbekende bestemming lukte het Fritz uit de wagon te springen en zo te ontsnappen. Maar zijn vrijheid was van korte duur. Hij werd in Wenen opgepakt, de SS dacht namelijk dat hij een Duitse deserteur was.  Zo werd hij toch nog naar Mauthausen gestuurd.

## Mauthausen
Voor het eerst in vijf jaar was hij gescheiden van zijn vader. De omstandigheden in Mauthausen waren de ergste die hij had gezien, maar toch weigerde hij op te geven, hoe depressief hij ook was. Na drie maanden werd Mauthausen bevrijd door de Amerikanen. Fritz leefde nauwelijks nog en woog maar 36 kilo. Hij was daar volledig kapotgemaakt, zei hij later. Hij was te ziek en te zwak om naar huis te gaan.

## Terug
Op 28 mei 1945 kwam Fritz ten slotte met de trein aan in Wenen. Vijf jaar, zeven maanden en achtentwintig dagen nadat hij naar Buchenwald was getransporteerd. Hij vond onderdak bij oude vrienden en werd verenigd met zijn vader.
Terwijl Gustav de oorlog probeerde te vergeten, was het Fritz Kleinmanns voortdurende zorg dat ze dat niet zouden doen.
Hij trouwde enkele maanden na zijn terugkeer naar Wenen met Hedy Wurst. In 1947 werd een zoon geboren. Ze trokken in 1949 naar Israël, maar verhuisden vanwege de dienstplicht waarvoor hij zou worden opgeroepen terug naar Wenen.
Ondanks gezondheidsproblemen als gevolg van martelingen door de Gestapo werd Kleinmann 85 jaar.